# Ostseeviertel

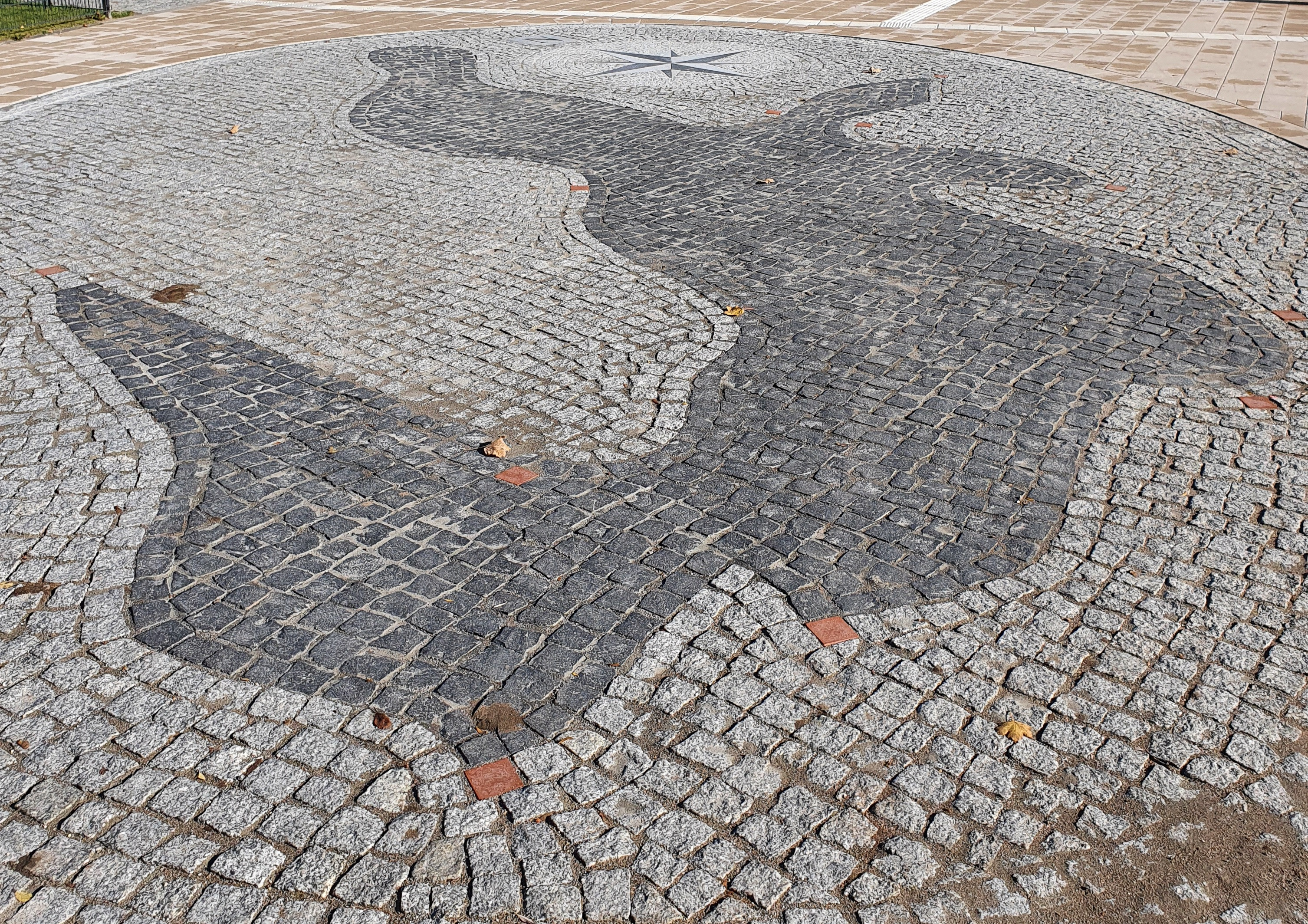
Gepflasterte Karte der Ostsee im Gedserring (Ostseeviertel-Parkseite)

Das Ostseeviertel ist ein Ortsteil von Greifswald (Mecklenburg-Vorpommern). Es liegt beiderseits der Wolgaster Straße vom Volksstadion bis zum Ortsteil Eldena. Das Ostseeviertel hat 5808 Einwohner und eine Fläche von 219,7 Hektar. Das Gebiet des Ostseeviertels gliedert sich in drei Teilgebiete Altes Ostseeviertel, Ostseeviertel-Parkseite und Ostseeviertel-Ryckseite.

## Geographie

### Geographische Lage
Das Ostseeviertel liegt südlich des Ryck. Es wird im Osten und Süden durch den Ketscherinbach begrenzt. Im Nordosten des Ortsteils mündet der Ketscherinbach in den Ryck, der wiederum nach weiteren 1,3 km in die Dänische Wiek als Teil des Greifswalder Boddens (Ostsee) mündet.

### Nachbarortsteile
Im Uhrzeigersinn, von Norden beginnend, grenzt das Ostseeviertel an folgende Ortsteile: Wieck und Ladebow, Eldena, Schönwalde II und Groß Schönwalde und die Innenstadt (Nördliche Mühlenvorstadt).

## Geschichte

### Altes Ostseeviertel
Mit dem – heute so genannten – Alten Ostseeviertel (Lage) entstand von 1956 bis 1960 im Rahmen des Nationalen Aufbauwerks die erste Großwohnsiedlung Greifswalds. Bürger haben „freiwillige Aufbaustunden“ geleistet, um hier eine Wohnung zu bekommen. Die Grundsteinlegung war am 7. Oktober 1956. Bis 1963 war die Bebauung im Wesentlichen abgeschlossen. Es entstanden 350 Wohnungen. Von 1970 bis 1973 wurde das Wohngebiet nach Osten erweitert. Die Straßen wurden nach Städten der Ostseeanrainerstaaten und Skandinaviens benannt.

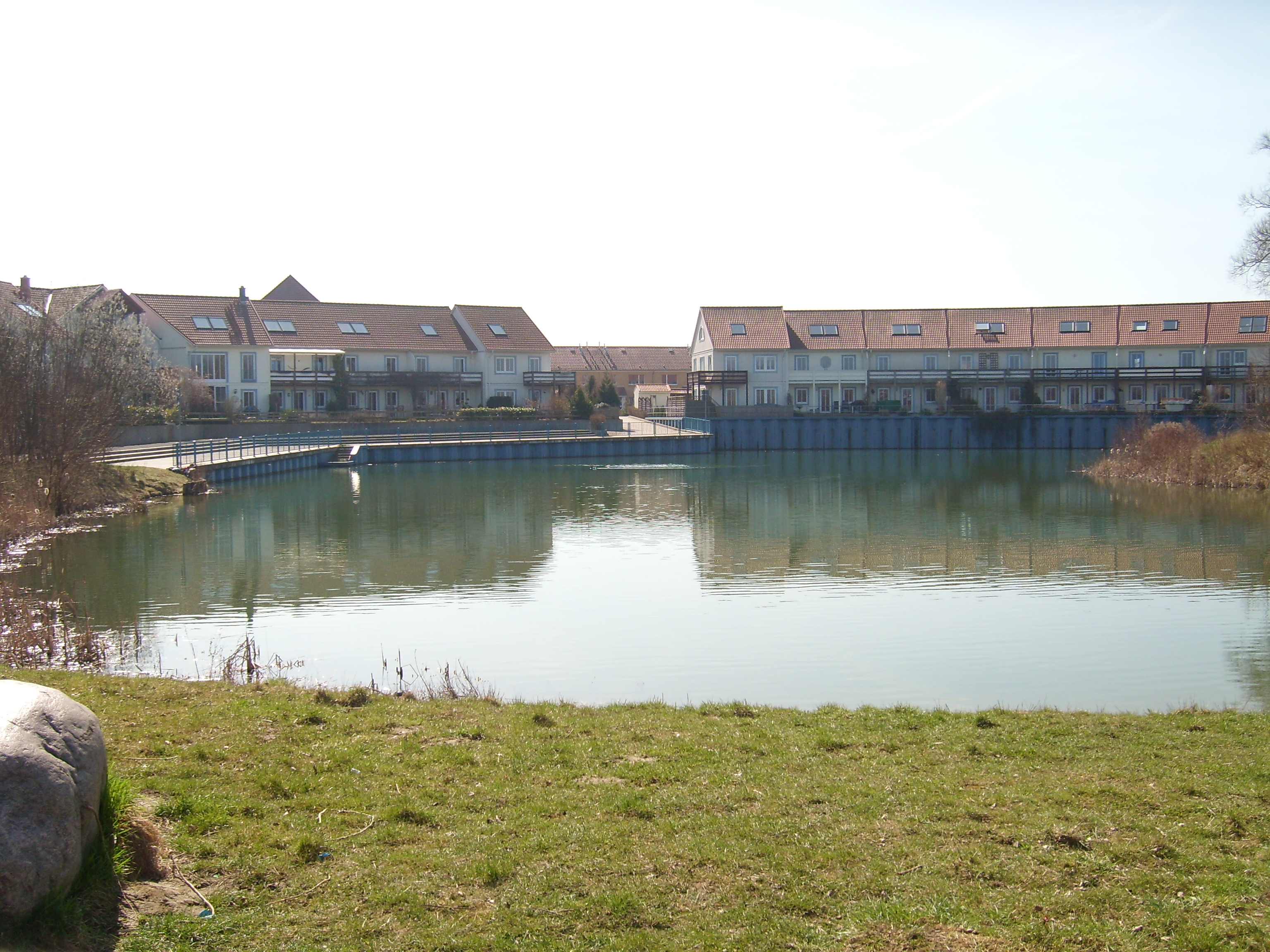
Neubauten im Ostseeviertel-Ryckseite (2009)

### Ostseeviertel-Parkseite
Östlich daran anschließend entstand seit April 1981 ein Plattenbau-Wohngebiet, das Ostseeviertel-Parkseite (Lage) mit ehemals 2200 Wohnungen und 6000 Einwohnern. Die Anordnung der Wohnhäuser erfolgte überwiegend in Hofstrukturen. Die Straßen erhielten Namen nach Städten an und Inseln der Ostsee. Im damaligen Szczeciner Ring, der heutigen Stettiner Straße befanden sich zwei Giebelmosaike „Meer und Mond“ (1982) von Mechthild Hempel, die 2010 abgerissen wurden. Das Viertel wurde seit 2003 vollständig umgestaltet. 2018 wurde eine Neuapostolische Kirche in der Stettiner Straße errichtet. Ein Park trennt dieses Viertel von der Großwohnsiedlung Schönwalde II. Der Wohngebietspark wird seit Anfang der 1980er schrittweise angelegt.

### Ostseeviertel-Ryckseite
Nördlich der Wolgaster Straße wurden zwischen 10. Mai 1920 und April 1921 zehn Doppelhäuser im ländlichen Baustil errichtet. Das eigentliche Wohngebiet Ostseeviertel-Ryckseite (Lage) kam ab 1987 hinzu. 1989 entstand ein erstes hofartig angelegtes Plattenbauquartier und 1990 nördlich davon ein weiteres Quartier. Nach Errichtung eines weiteren Gebäudes im Darßer Weg wurde die Bebauung 1990 abgebrochen. 1994 wurde ein Plattenbau in der Fridtjof-Nansen-Straße statt dem üblichen Flachdach mit einem traditionellen Satteldach fertiggestellt. Ab 1995 wurde das Viertel mit Reihen- und Mehrfamilienhäusern ergänzt. Die Straßen wurden in der Ost-West-Richtung nach (Halb-)Inseln der deutschen Ostseeküste und in der Nord-Süd-Richtung nach Polarforschern benannt. 2013 und 2023/24 wurden Plattenbauten zurückgebaut. Bis 2040 sollen die Plattenbauquartiere und Grünanlagen umfassend umgebaut werden.

## Bildung

### Schulen

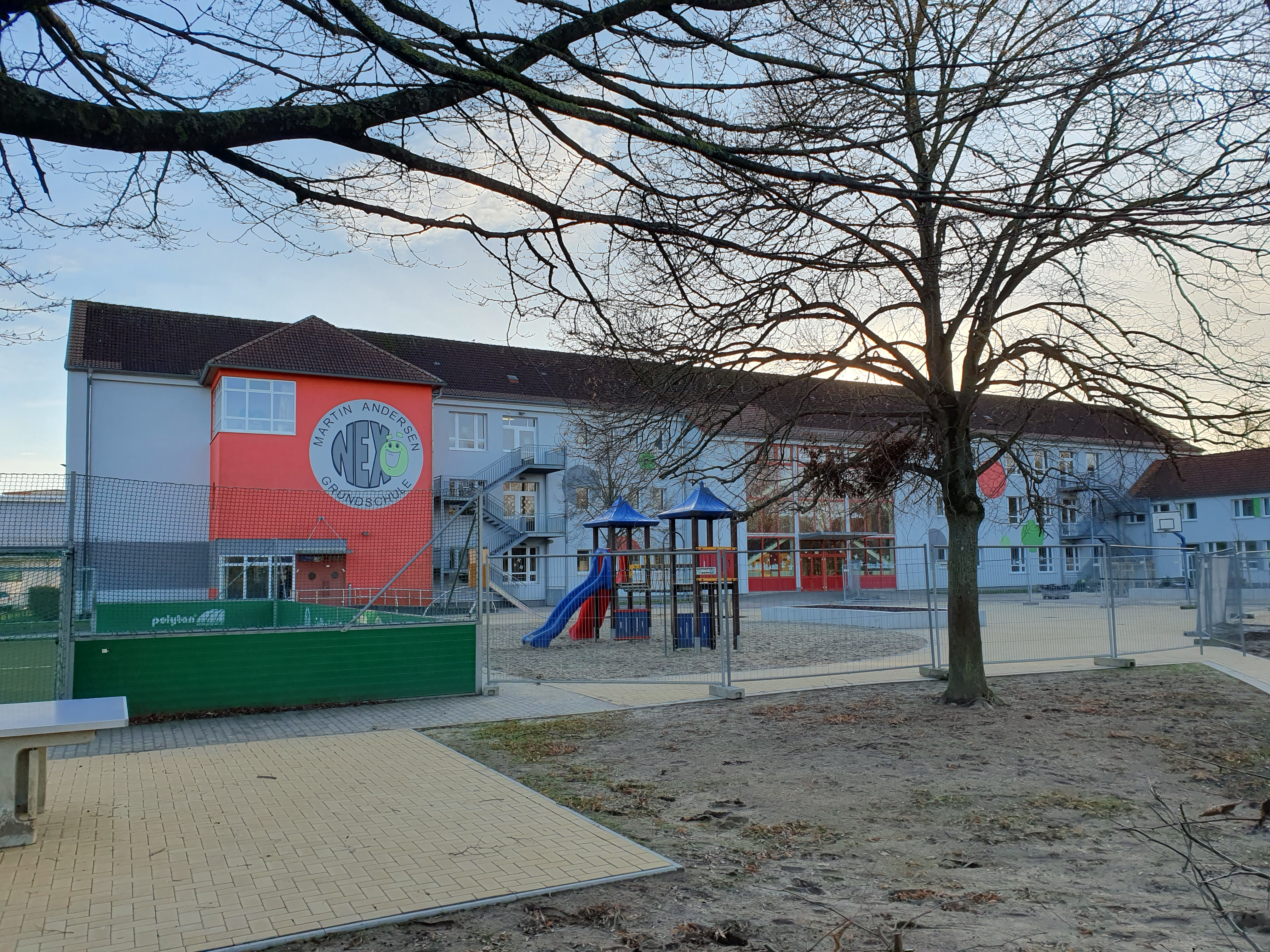
Martin-Andersen-Nexö-Grundschule im Alten Ostseeviertel

- Martin-Andersen-Nexö-Grundschule 
 Am 1. September 1962 eröffnet als 7. Polytechnische Oberschule (POS) „Martin-Andersen-Nexö“ als erste Schule im Ostseeviertel und erster Schulneubau in Greifswald nach dem Zweiten Weltkrieg[10]. 2001 Trennung von Grund- und Realschule. Die Schule liegt in der Warschauer Straße im Alten Ostseeviertel.
- Regionale Schule „Caspar David Friedrich“ 
 Die Regionale Schule hat ihren Ursprung in der POS „Martin Andersen Nexö“. Das heutige Gebäude wurde 1989/90 erbaut. 2002 ist die Schule in das Gebäude der im gleichen Jahr geschlossenen verbundenen Haupt- und Realschule „Caspar David Friedrich“ gezogen. Ab 2002 ist die Schule Regionale Schule und trug den Namen „Martin Andersen Nexö am Ryck“. 2008 wurde die Schule in „Caspar David Friedrich“ umbenannt. Die Schule liegt im Usedomer Weg im Ostseeviertel-Ryckseite.
- Allgemeine Förderschule „Johann Heinrich Pestalozzi“ 
 Gegründet am 11. Dezember 1919 als Hilfsschule. Seit 1. März 1981 im heutigen Gebäude in der damaligen Wilhelm-Pieck-Allee, heutigen Wolgaster Straße im Alten Ostseeviertel. Das Gebäude ist ein Schustertyp vom Typ Rostock.
- Montessori-Schule Greifswald 
 1994 gegründet als Grundschule in Trägerschaft der Aktion Sonnenschein im Helsinkiring. 2013 und 2019 (Oberstufe) durch Erweiterungsbauten im Gedserring heute Montessori-Gesamtschule mit Grundschulteil. Die Schule ist nach Abriss der verbundenen Haupt- und Realschule „Friedrich Engels“ sowie der Grundschule „Karl Marx“ im Ostseeviertel-Parkseite die einzige Schule.

### Kindertagesstätten

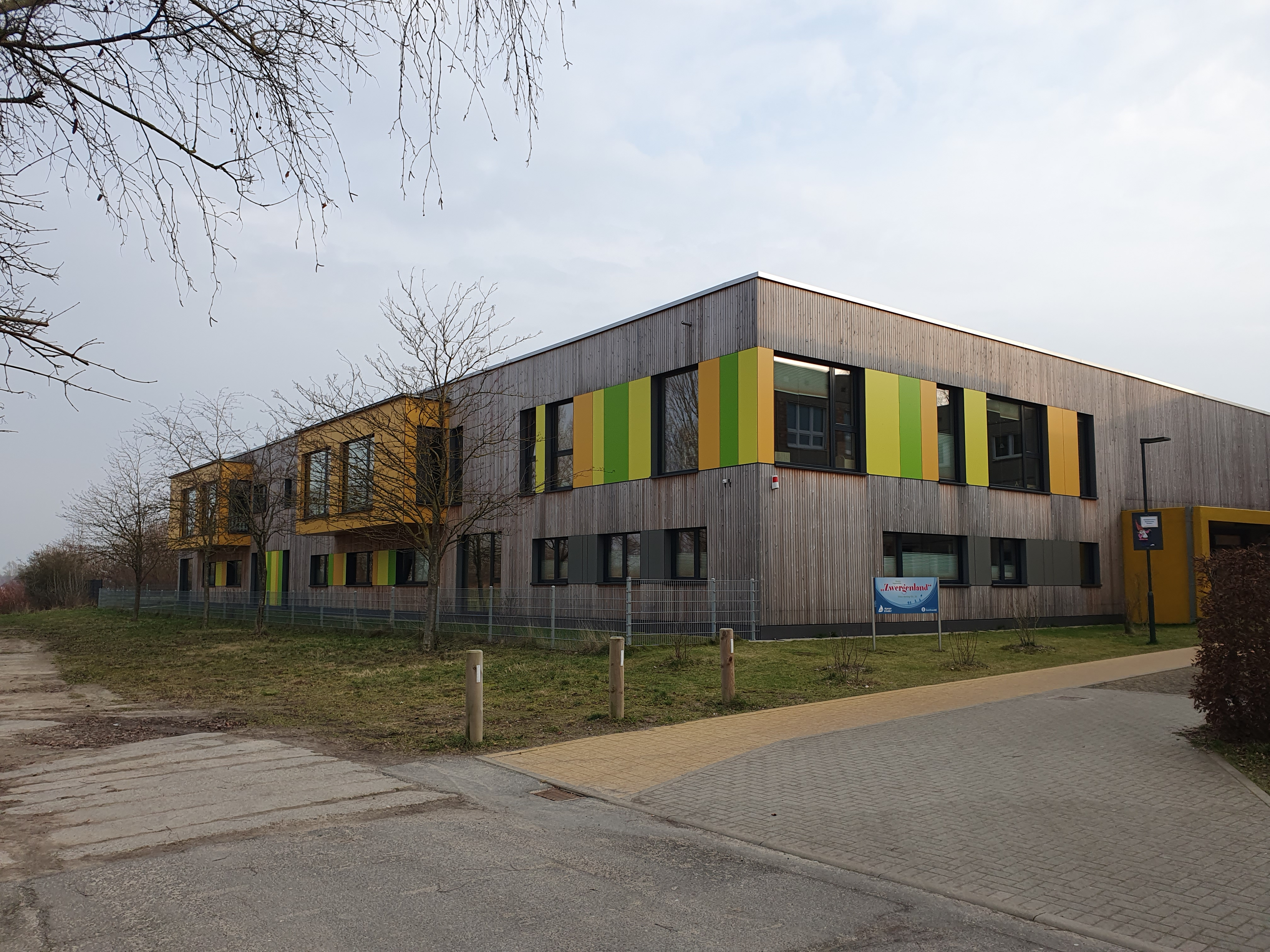
Kindertagesstätte „Zwergenland“ im Ostseeviertel-Ryckseite

- Kindertagesstätte „Zwergenland“ im Ostseeviertel-RyckseiteKindertagesstätte „Zwergenland“ 
 2020 ist die Kita in einen Neubau auf dem Gelände der ursprünglichen Kinderkombination umgezogen. Sie befindet sich in der Vitus-Bering-Straße im Ostseeviertel-Ryckseite.
- Integrative Kindertagesstätte „Weg ins Leben“ 
 Das 1965 errichtete Gebäude liegt im Kotkaring im Alten Ostseeviertel.
- Integrative Montessori-Kindertagesstätte 
 Die Kita nutzt das Gebäude einer Kinderkombination im Helsinkiring im Ostseeviertel-Parkseite und ist in Trägerschaft der Aktion Sonnenschein.

### Horte
- Integrativer Kinderhort „Kunterbunt“ 
 Der Hort befindet sich in einer Kinderkombination in der Warschauer Straße im Alten Ostseeviertel.
- Kinderhort „Club 4“ 
 Der Hort befindet sich seit 2021 im Gebäude der Martin-Andersen-Nexö-Grundschule.
- Montessori-Hort 
 Der Hort befindet sich in Montessori-Schule, in Trägerschaft der Aktion Sonnenschein.